# Gloria (miniserie televisiva 2021)
Gloria è una miniserie televisiva drammatica franco-belga composta da 6 puntate, trasmessa su TF1 dal 18 marzo al 1º aprile 2021. È diretta da Julien Colonna, prodotta da Quad Télévision e TF1 ed ha come protagonista Cécile Bois.
In Italia la miniserie è andata in onda su Canale 5 dal 1º al 7 settembre 2021 con due puntate in tre prime serate.

## Trama
Gloria è un avvocato, madre di tre figli, in procinto di tornare al lavoro dopo il congedo di maternità. Il giorno prima trascorre la serata con gli amici e il giorno dopo suo marito David parte per lavorare come di consueto nello studio legale che ha ereditato dal padre Richard. Tuttavia, David diventa misteriosamente irraggiungibile. Gloria deve sostituirlo per discutere a favore di uno spacciatore pentito, Stan. Gloria scopre che l'azienda è profondamente indebitata, che ha perso la maggior parte dei suoi clienti. Infine, David una volta che si è fatto vivo, viene arrestato dalla polizia, mentre sua moglie Gloria assume la sua difesa in tribunale.

## Episodi
| Stagione       | Episodi | Prima TV Francia | Prima TV Italia |
| -------------- | ------- | ---------------- | --------------- |
| Prima stagione | 6       | 2021             | 2021            |

## Personaggi e interpreti
- Gloria Meyers, interpretata da Cécile Bois, doppiata da Lorella De Luca. È un avvocato.
- Rose Meyers, interpretata da Elsa Hyvaert. È la primogenita di Gloria.
- Alice Meyers, interpretata da Sarah Berru. È la secondogenita di Gloria.
- Marianne Volton, interpretata da Barbara Schulz, doppiata da Francesca Fiorentini. È la comandante della gendarmeria.
- Stan Baldini, interpretato da Joey Starr.
- Richard Meyers, interpretato da Bernard Le Coq. È il padre di David e patrigno di Gloria.
- Odile Meyers, interpretata da Nicole Calfan. È la madre di David.
- David Meyers, interpretato da Michaël Cohen. È il marito di Gloria.
- Denis Gavin, interpretato da Malik Zidi, doppiato d Andrea Lavagnino. È il gendarme e marito di Emilie.
- Émilie Gauvin, interpretata da Lucie Lucas. È la sorella di David Meyers.
- Gaëlle Brak, interpretata da Anne Consigny.
- Arthur, interpretato da Mathieu Madénian. È il vicino di Gloria.
- Chacha, interpretata da Amelle Chahbi. È la migliore amica di Gloria.
- Clarisse, interpretata da Mariama Gueye, doppiata da Eva Padoan. È un avvocato presso lo studio legale Meyers.
- Carole Faustin, interpretata da Clotilde Mollet.
- Philippe Lazargue, interpretato da Patrick Descamps, doppiato da Bruno Alessandro.

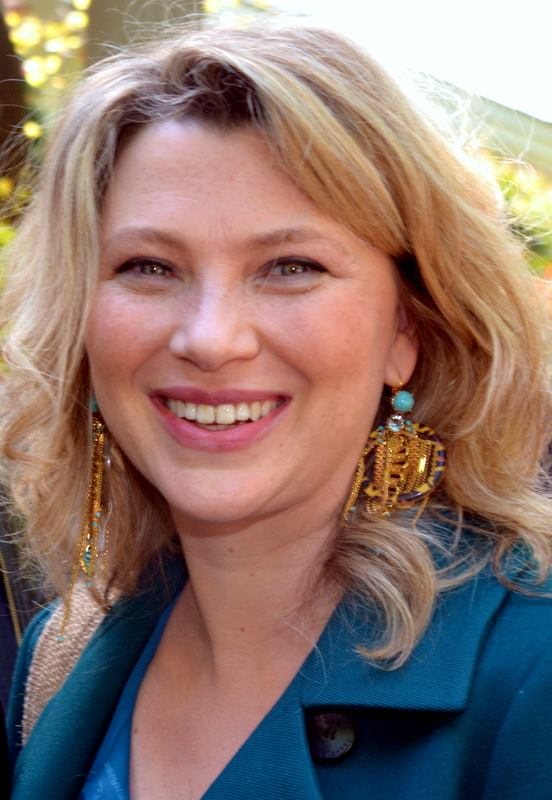
Cécile Bois interpreta Gloria Meyers
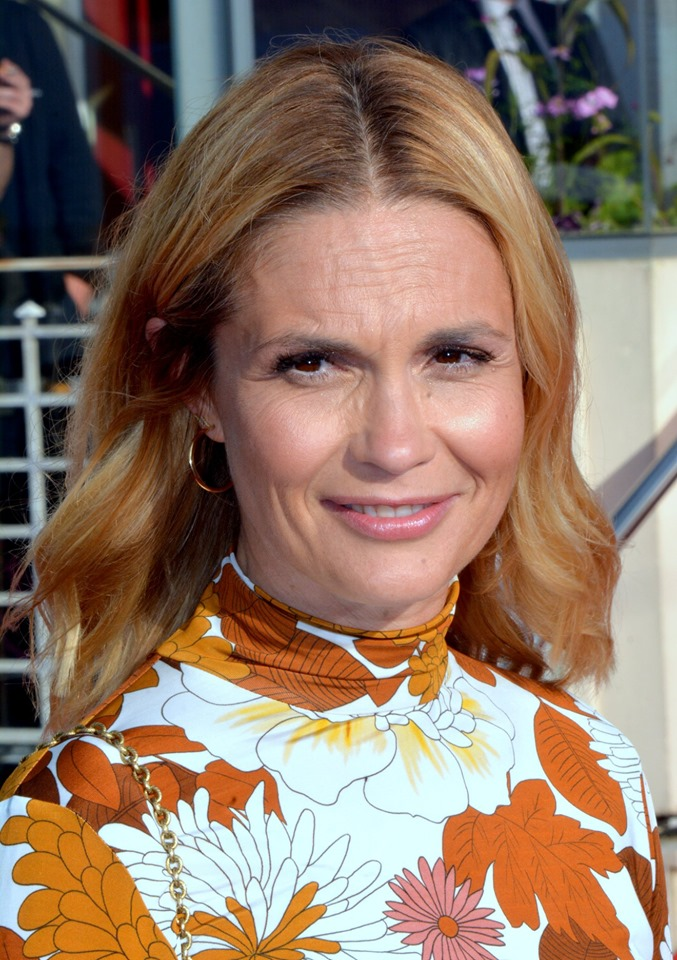
Barbara Schulz interpreta Marianne Volton
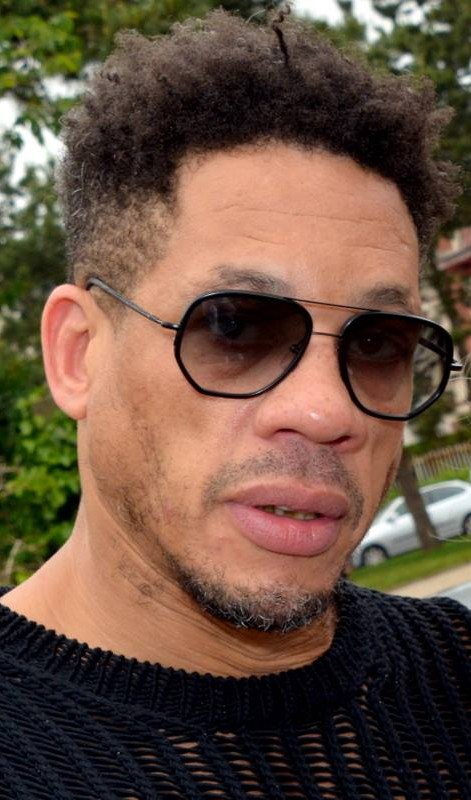
Joey Starr interpreta Stan Baldini
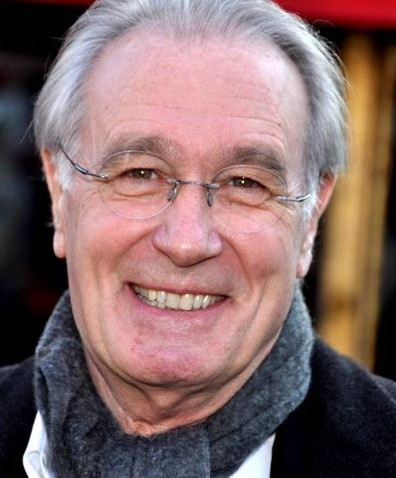
Bernard Lecoq interpreta Richard Meyers
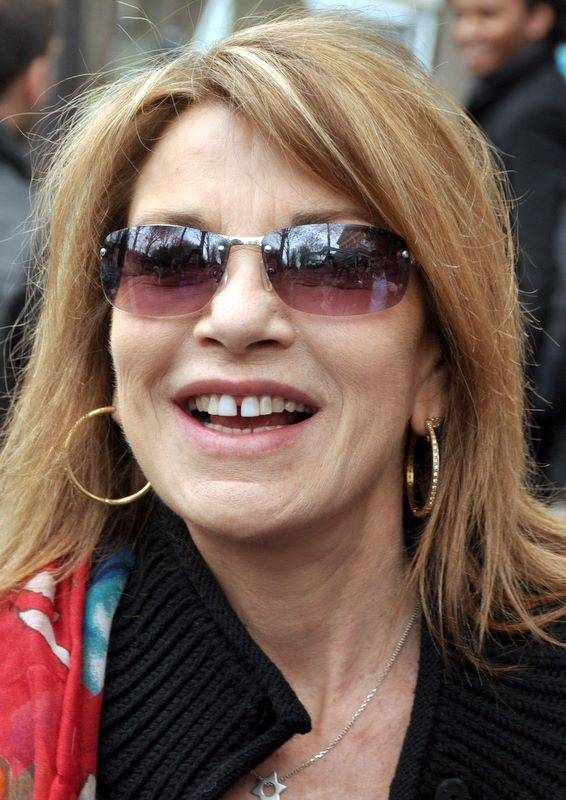
Nicole Calfan interpreta Odile Meyers
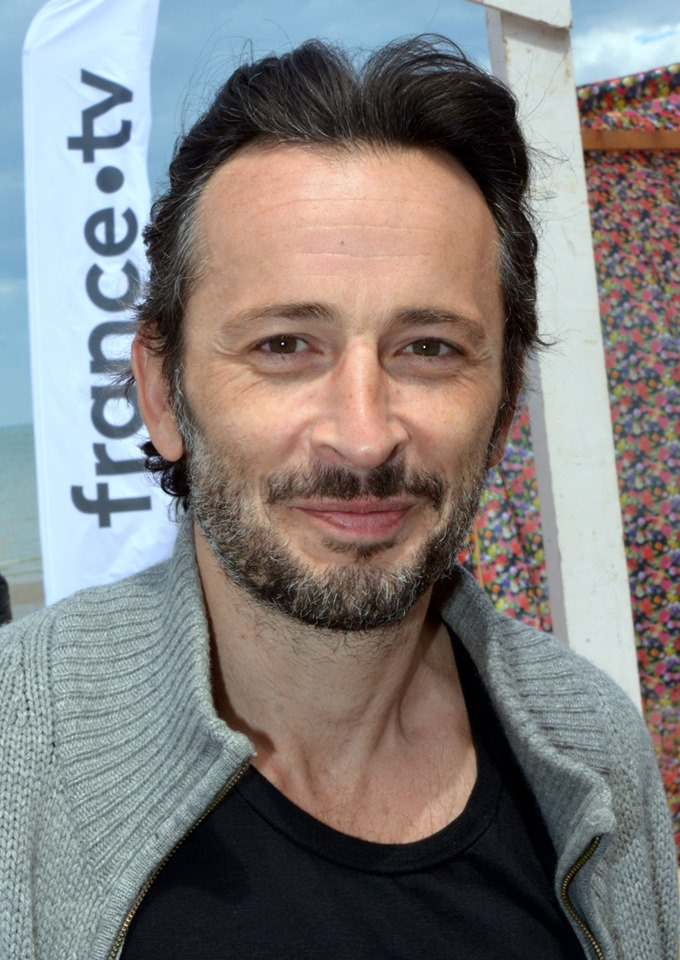
Michaël Cohen interpreta David Meyers
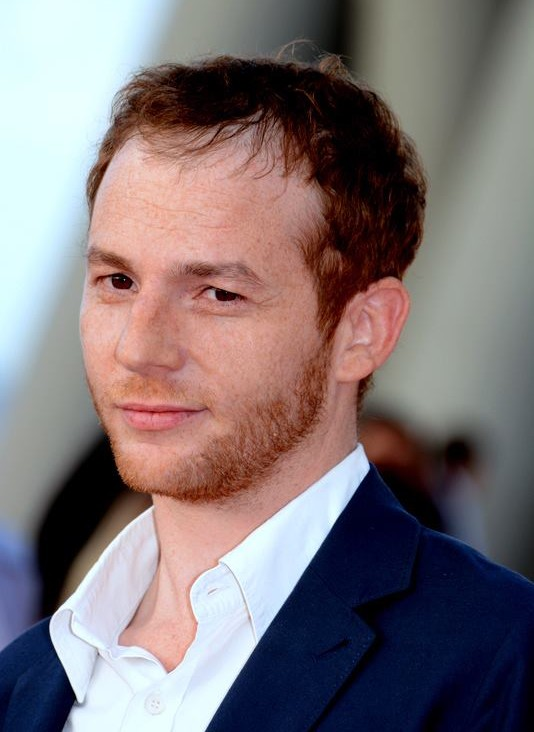
Malik Zildi interpreta Denis Gauvin
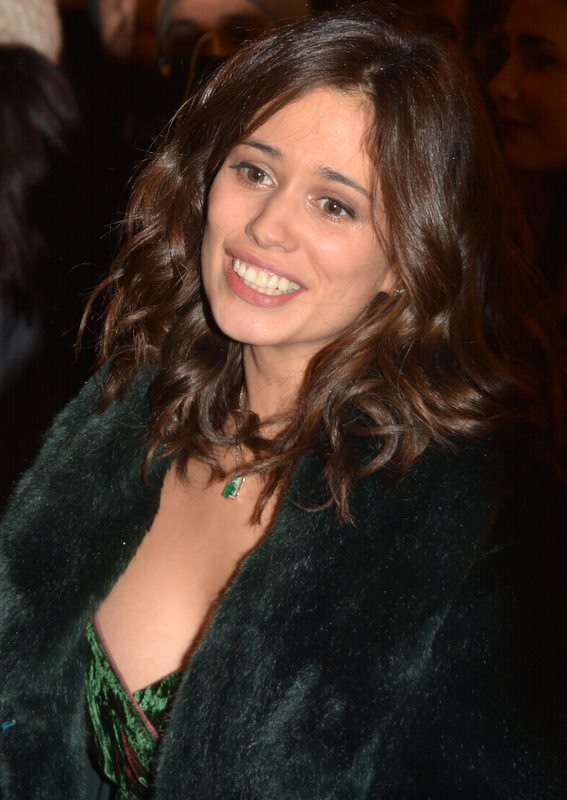
Lucie Lucas interpreta Émilie Gauvin
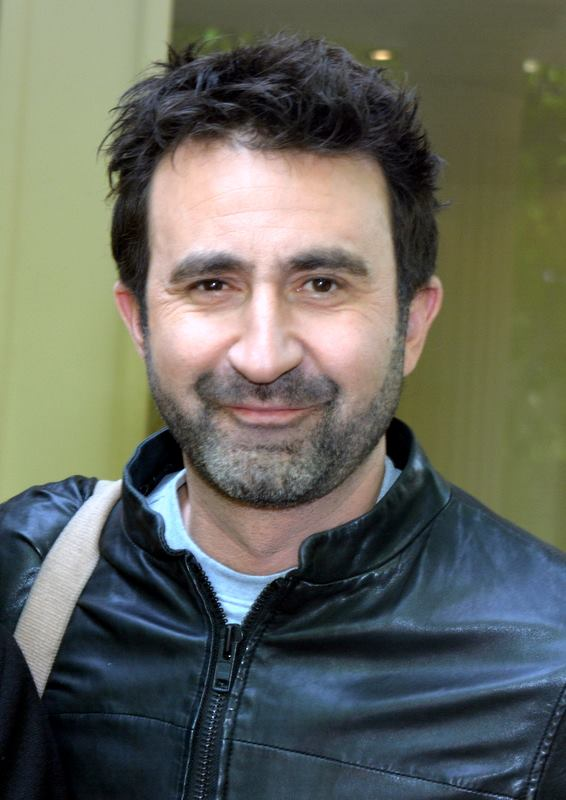
Mathieu Madénian interpreta Arthur
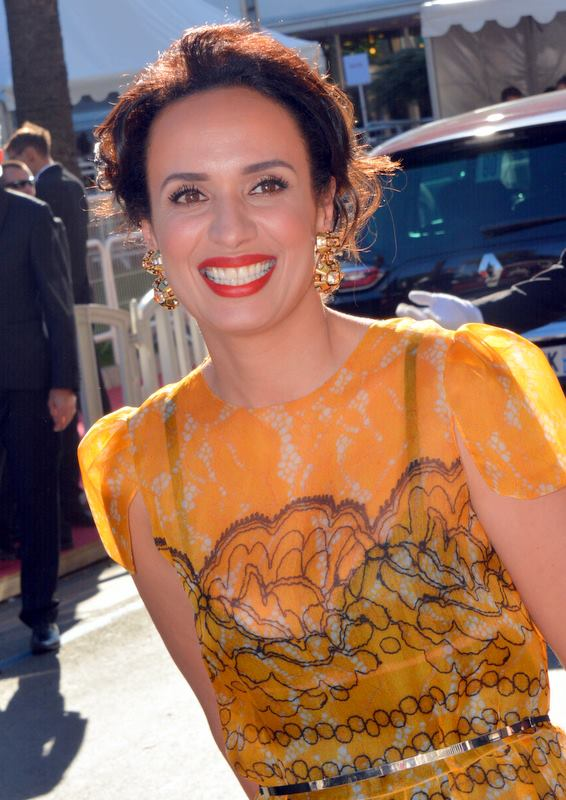
Amelle Chahbi interpreta Chacha
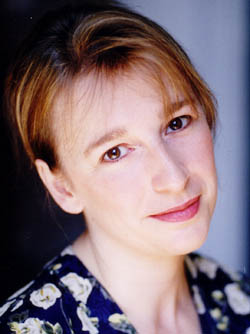
Clotilde Mollet interpreta Carole Faustin

## Distribuzione

### Francia
In originale la miniserie è composta da 6 puntate da 52 minuti ciascuna, è andata in onda in Francia su TF1 dal 18 marzo al 1º aprile 2021 con due puntate in tre prime serate.

### Italia
In Italia la miniserie è composta dalle stesse 6 puntate da 52 minuti ciascuna, è andata in onda su Canale 5: inizialmente prevista dal 3 agosto 2021, è andata in onda dal 1º al 7 settembre 2021 con due puntate in tre prime serate (la prima serata è andata in onda di mercoledì, mentre le ultime due serate sono state trasmesse con un doppio appuntamento settimanale: al lunedì e al martedì).

## Produzione

### Origine
La miniserie è il remake della serie gallese Keeping faith (in originale Un Bore Mercher) trasmessa tra il 2017 e il 2018 su BBC Wales.

### Riprese
Le riprese della miniserie si sono svolte tra febbraio e settembre 2020 (in più la sospensione delle riprese tra marzo e giugno a causa della pandemia di COVID-19) in Bretagna, perlopiù a Saint-Malo e Cancale.
Luoghi delle riprese

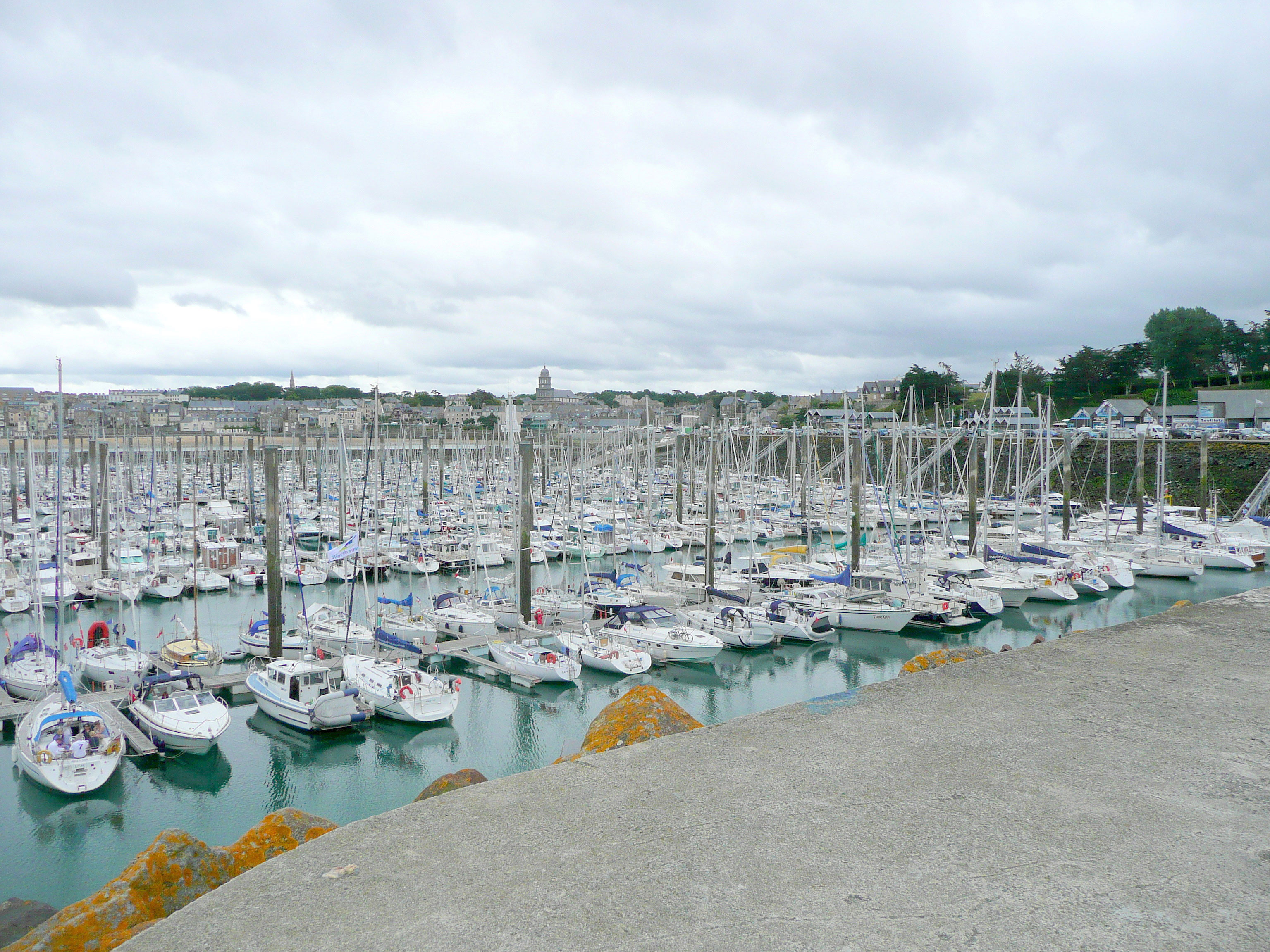
Port des Sablons a Saint-Malo

La maggior parte delle scene della miniserie sono state girate nella regione della Bretagna, nel dipartimento di Ille-et-Vilaine, più precisamente a Saint-Malo e Cancale (dove si trova la casa di Gloria) e dintorni. Alcune scene permettono anche di vedere la Pointe du Grouin e la Costa Smeralda, situate nelle vicinanze.
La gendarmeria è stata installata nell'edificio della Camera di Commercio e Industria di Saint-Malo. Alcune brevi scene del primo episodio sono state girate anche al Pontoise tribunal de grande instance (Val-d'Oise), in particolare con il personaggio interpretato da Mathieu Madénian. La barca, acquistata da David per Gloria, si chiama Étoile Bob IV ed è ormeggiata nel porto di Sablons, a Saint-Malo.

## Accoglienza
Audrey Fournier, giornalista del quotidiano Le Monde, scrive che la serie sta andando decisamente meglio delle altre grazie all'energia di Cécile Bois, particolarmente a suo agio in questa miniserie poliziesca su una crisi di coppia.